# (523695) 2014 GS53
(523695) 2014 GS53 est un objet transneptunien.